# Вівіан Маєр
Вівіан Дороті Маєр (англ. Vivian Maier; 1 лютого 1926, Нью-Йорк, Нью-Йорк, США — 21 квітня 2009, Чикаго, Іллінойс, США) — американська вулична фотографка. Маєр близько сорока років працювала нянею, переважно в Чикаго, займаючись фотографією у вільний час. За своє життя вона зробила понад 150 000 фотографій, насамперед людей та архітектури Чикаго, Нью-Йорка та Лос-Анджелеса, хоча також подорожувала та фотографувалася по всьому світу.
Протягом свого життя фотографії Маєр були невідомими та неопублікованими; багато її негативів ніколи не друкувалися. Чиказький колекціонер Джон Малуф придбав кілька фотографій Маєр 2007 рок, тоді як двоє інших колекціонерів у Чикаго, Рон Шлаттер та Ренді Проу, також знайшли у друкарні та валізах приблизно кілька відбитків та негативів Маєр. Фотографії Маєр були вперше опубліковані в інтернеті в липні 2008 року Шлаттером, але робота отримала незначну визнання. У жовтні 2009 року Малуф пов'язував свій блог із підбіркою фотографій Маєр на вебсайті Flickr для обміну зображеннями, і результати отримали вірусний характер, і тисячі людей виявили зацікавленість. Робота Маєр згодом привернула критику і відтоді фотографії Маєр експонуються по всьому світу.
Її життя та творчість описані в книгах та документальних фільмах, у тому числі й у фільмі «У пошуках Вівіан Маєр» (2013), прем'єра якого відбулася на Міжнародному кінофестивалі в Торонто. Фільм був номінантом премії «Оскар» за найкращий документальний фільм на 87 церемонії вручення премії «Оскар».

## Раннє життя
Багато подробиць життя Вівіан Маєр досі залишаються невідомими. Вівіан народилася в Нью-Йорку в 1926 році. Її матір Марія Жассо Жустін — француженка за походженням, батько — австрієць Чарльз Маєр (також відомий як Вільгельм). В дитинстві Вівіан декілька разів переїжджала між США та Францією. У Франції жила разом із матір'ю в альпійському селі Сен-Бонне-ан-Шампсон. Батько Маєр покинув родину з незрозумілих причин (приблизно це трапилось до 1930 року).
Більшу частину життя Маєр провела у Франції, де з ранніх років почала цікавитися фотографією. Перші фотографії зняті саме у Франції в кінці 1940 року на камеру Кодак Брауні.
Коли Маєр було 4 роки, вона разом з матір'ю переїхала до Бронкса разом з Бертрандом, який на той час був професійним фотографом. 